# Парасольчик
Парасольчик (Splachnum) є родом мохів, який добре відомий своєю ентомофілією. Зазвичай росте на ділянках гною або тваринних речовин, що розкладаються.

## Етимологія
Назва Splachnum походить від давньогрецького слова splachnos, що означає кишки або нутрощі. Це стосується зовнішнього вигляду верхівки висохлого спорофіта рослини — вона часто червона і зморшкувата.

## Опис
Цей рід відомий своєю унікальною структурою спорофітів. Спорофіти мають яскраве забарвлення і виробляють запах, схожий на запах гною, призначений для залучення комах. Цей вид хімічної мімікрії речовини, що розкладається, є унікальним для Splachnum та близьких до нього родів.

## Еволюція і систематика
Оскільки Splachnum росте в таких специфічних умовах, його використовують як модельний вид для розуміння еволюційних механізмів, необхідних для співіснування в неоднорідних середовищах існування.

## Види
- Splachnum sphaericum
- Splachnum rubrum
- Splachnum luteum
- Splachnum ampullaceum
- Splachnum adolphi-friederici
- Splachnum austriacum
- Splachnum melanocaulon
- Splachnum pennsylvanicum
- Splachnum resectum
- Splachnum vasculosum
- Splachnum weberbaueri